# Метревели, Слава Калистратович
Сла́ва Калистра́тович Метреве́ли (груз. სლავა კალისტრატეს ძე მეტრეველი; 30 мая 1936, Сочи, Азово-Черноморский край, СССР — 7 января 1998, Тбилиси, Грузия) — советский футболист, нападающий, тренер. Чемпион Европы (1960) в составе сборной СССР и дважды чемпион СССР (1960 и 1964) в составе «Торпедо» (Москва) и «Динамо» (Тбилиси).
Мастер спорта СССР международного класса (11.08.1966).
Заслуженный мастер спорта СССР (1960). Заслуженный тренер Грузинской ССР (1976).

## Биография
Слава Метревели родился 30 мая 1936 года в Сочи. В послевоенные годы главным развлечением для многих местных мальчишек был футбол, в который после школы играл и Слава. Довольно быстро Метревели стал выделяться особой, изящной техникой обработки мяча и в 15 лет местные тренеры пригласили его в футбольную секцию, а вскоре начал выступать за сочинский «Спартак», где стал чемпионом Краснодарского края. В 1955 году молодой полузащитник перешёл в горьковское «Торпедо» (команда класса «Б»), где выступал на позиции крайнего правого нападающего.
Вскоре Метревели заметили тренер московского «Торпедо» Константин Бесков и в 1956 году полузащитник оказался в Москве. Сыграв несколько матчей, закрепился в основном составе команды, взаимодействуя в атаке с другими молодыми футболистами Валентином Ивановым и Эдуардом Стрельцовым. Новый тренер команды Виктор Маслов сумел правильно использовать звёздное нападение, и в 1958 году «Торпедо» впервые в истории выиграло серебряные медали чемпионата СССР. В том же году Метревели женился, а через год у него родился сын Сергей.
В 1960 году «Торпедо» выиграл «золотой дубль», став чемпионом и выиграв Кубок СССР. Метревели был одним из лидеров команды и провёл сезон на очень высоком уровне, за что был удостоен звания Заслуженного мастера спорта СССР. В том же году в составе сборной СССР полузащитник выиграл первый в истории Кубок Европы. В финальном матче со сборной Югославии Метревели забил гол и сравнял счёт, позволил переломить ход матча в пользу советской сборной.
В 1963 году Метревели сменил команду, оказавшись в тбилисском «Динамо». С приходом Метревели атакующий потенциал команды значительно вырос, а игра динамовцев отличалась комбинационностью, импровизацией и результативностью. В 1964 году команда из Тбилиси впервые стала чемпионом, одолев со счётом 4:1 в «золотом матче» бывший клуб Славы — «Торпедо» (один из голов в этом матче забил Метревели). В это время Метревели считался сильнейшим игроком СССР на своей позиции и держался на этом уровне вплоть до завершения карьеры.
В составе сборной СССР принимал участие в трёх чемпионатах мира и в 1966 году вместе со сборной дошёл до полуфинала турнира. В 1968 году играл за сборную ФИФА в матче, посвященном десятой годовщине первой победы сборной Бразилии на чемпионате мира, приглашение сыграть ему прислал лично Пеле. В 1971 году принял решение завершить игровую карьеру в возрасте 35 лет.
С 1976 по 1977 год работал тренером в «Динамо» под руководством Нодара Ахалкаци, а 1978 году в качестве старшего тренера на год возглавил «Дилу», но особых успехов не добился и в 1979 году отошёл от тренерской работы. После завершения спортивной деятельности стал директором ресторана в Тбилиси, продолжая поддерживать спортивную форму. В последние годы жизни тяжело болел, у него было нарушено мозговое кровообращение, он мало кого узнавал, только самых близких. 7 января 1998 года скончался.
Похоронен на Сабурталинском кладбище.
В Сочи в честь Славы Метревели назван Центральный стадион и открыта памятная доска. В декабре 2014 года в Сочи Союзом грузин России был открыт памятник Метревели .

## Сборная
- За сборную СССР сыграл 48 матчей и забил 10 голов.
- За олимпийскую сборную СССР сыграл 4 матча и забил 1 гол.
- Сыграл в 1 неофициальном матче за сборную СССР.
- Первый матч за сборную СССР провёл 28 сентября 1958 года против Венгрии (3:1).
- Последний матч за сборную СССР провёл 6 мая 1970 года против Болгарии (0:0).
- Играл за сборную СССР в чемпионатах мира 1962 и 1966 годов.
- Играл за сборную ФИФА в 1968 против Бразилии.

## Тренерская карьера
- Тренер «Динамо» Тбилиси (1976—1977)
- Главный тренер «Дила» (Гори) (1978 — июнь 1979)

## Достижения

### Командные
- Чемпион СССР: 1960, 1964
- Серебряный призёр семпионата СССР: 1957, 1961
- Бронзовый призёр чемпионата СССР: 1967, 1969, 1971
- Обладатель Кубка СССР: 1960
- Финалист Кубка СССР: 1961, 1970
- Обладатель Кубка Европы 1960 года (автор первого гола в финале)
- Четвёртое место на чемпионате мира 1966 года (забил гол в матче за третье место)

### Личные
- Третий футболист СССР (еженедельник «Футбол»): 1964
- Лучший спортсмен Грузии (1964).
- Награждён орденом «Знак Почёта» (1966), орденом Чести (Грузия, 1996).
- В списках лучших игроков сезона (9): № 1 — 1958—1962, 1964, 1965, 1968; № 2 — 1957.
- Член символической сборной по итогам чемпионата Европы по версии УЕФА: 1960[8]
- Член клуба Григория Федотова